# Culte de sainte Anne en Bretagne
Le culte de sainte Anne en Bretagne vénère Anne, qui est la mère de Marie, et qui fait partie des saintes bretonnes de l'Armorique, en partie par syncrétisme avec des religions antérieures au christianisme.

## Origine du culte

### Un culte indo-européen
Si aujourd'hui elle est assimilée à sainte Anne, la mère de la Vierge Marie, plusieurs hypothèses affirment que cette sainte est paronyme de déesses attachées à des religions pré-chrétiennes. Il est ainsi fait mention dans l'un des Actes apocryphes latins désignés sous le titre de Virtutes Apostolorum, écrit au VIe siècle, qu’il existait un culte ancien de sainte Anne répandu en Armorique. 
Sainte Anne serait, selon ces hypothèses, la christianisation de la déesse indo-européenne Anna Pourna, c'est-à-dire Anna la Pourvoyeuse ou Anna La Nourricière. Cette déesse est présente en Europe sous différentes appellations et à différentes périodes : Danaé en Grèce, déesse Anna Perenna des Romains, fleuves Don et Danube, Tanit chez les Phéniciens, Anna chez les gaulois, Dôn chez les gallois, Dana/Ana en Irlande. Cela renvoie également à la figure de la déesse-mère des Tuatha Dé Danann en Irlande. Il s'agirait alors d'un culte lié à la fertilité.
La racine indo-européenne ana, « souffle, âme » se retrouve ainsi dans l'anima latin et la déesse chtonique De Ana.
Dans cette perspective, Ana ou Dana est associée à la représentation de la Déesse mère, Mamm gozh, la mère de tous les autres dieux, et archétype des Matrones protectrices, ce qui est invoqué pour justifier de la popularité de son culte. Cela serait une référence à un culte ancestral, transmis et adapté.

### Les légendes orales d'une princesse bretonne

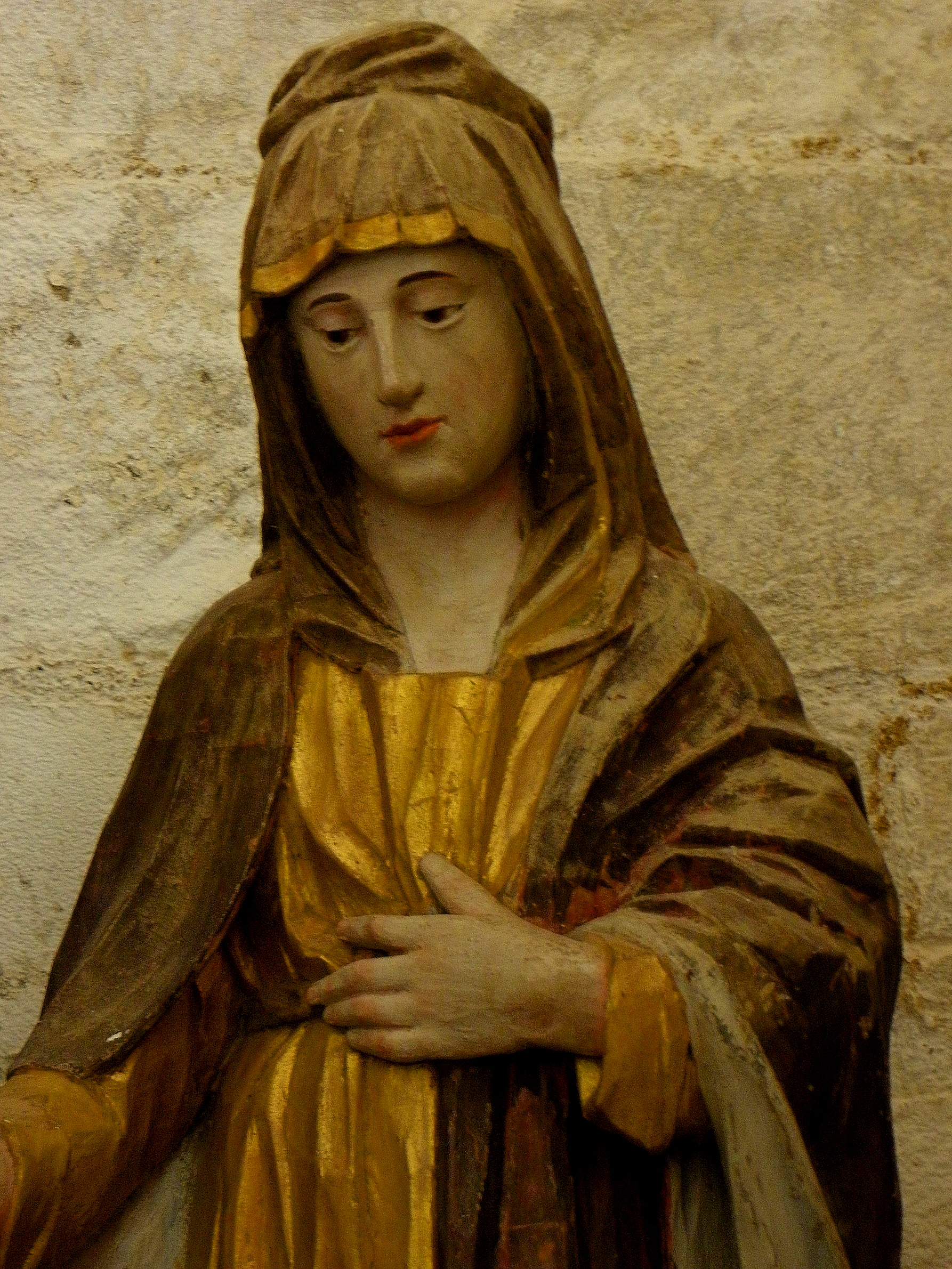
Statue de sainte Anne, basilique Notre-Dame-de-Quelven, Guern (Morbihan, France).

Différentes traditions légendaires locales font de sainte Anne une princesse bretonne. C'est en effet une coutume bretonne de rendre hommage à la vie des saints dont le culte est célébré en Bretagne, soit en les gratifiant d'une ascendance bretonne, soit en relatant l'un de leur séjour dans cette province. Plusieurs légendes de Haute-Bretagne, comme de Basse-Bretagne la revendiquent ainsi pour leur compatriote.
Dans le Finistère, une légende née vers le Ve et VIe siècles fait d'elle une princesse cornouaillaise de sang royal vénérée à Sainte-Anne-la-Palud.
Cette légende orale est rapportée par Anatole Le Braz, auteur qui a collecté un très grand nombre de récits oraux, qu'il a transposé à l'écrit. Cette légende la décrit comme originaire de Plonévez-Porzay. Anne est mariée à un seigneur cruel et jaloux, qui lui interdit d’avoir des enfants. Lorsqu’elle tombe enceinte, il la chasse du château de Moëllien. Son errance avec la petite Marie la conduit à la plage de Tréfuntec où l’attend un ange, près d’une barque. Selon la volonté de Dieu, l'ange l'amène jusqu’en Galilée. Bien des années plus tard, Marie épouse Joseph et devient la mère du Christ. Anne revient en Bretagne pour y finir sa vie dans la prière et distribue ses biens aux pauvres.
Gustave Geffroy résume ainsi cette légende : « Mariée à un seigneur méchant et jaloux qui détestait les enfants et ne voulait pas en avoir, Anne fut maltraitée et chassée une nuit par son époux, au moment où celui-ci s'aperçut de sa maternité prochaine. La pauvre femme abandonna le château de Moëllien [en Plonévez-Porzay] et se dirigea vers la mer où elle aperçut une lueur. C'était une barque que gouvernait un ange. Elle y monta, navigua longtemps, bien longtemps, et débarqua en Judée où elle mit au monde la Vierge Marie. Elle revint en Armorique de la même façon,y fut accueillie avec des transports de joie, car on lui croyait le pouvoir d'apaiser les éléments et de guérir les maladies ». 
Dans les Côtes-d'Armor, les habitants de Merléac affirment qu'elle est née chez eux, au village de Vau-Gaillard, et qu'elle avait une sœur s'appelant Pitié.

### Les apparitions à Yvon Nicolazic en 1624
Le culte de sainte Anne prend forme au XVIIe siècle, à partir des apparitions au paysan Yvon Nicolazic qui ont eu eu lieu en 1624 près d'Auray dans le Morbihan. Sainte Anne, par une apparition, demande à Yvon Nicolazic la construction d'une chapelle en son honneur. L'épisode se déroule sur un champ où il travaille, près du village de Ker-Anna. À cet endroit-même, lui confie la sainte, une chapelle avait déjà été construite en son nom au VIIe siècle, puis elle avait été démolie, coupant court à la dévotion naissante.
Dans la nuit du 7 mars 1625, Yvon Nicolazic, son beau-frère et quatre voisins, guidés par la lueur d'un grand cierge, déterrent effectivement une ancienne statue abimée de sainte Anne avec des restes de couleurs azurées et dorées. Des moines capucins d'Auray la retouchent pour lui redonner son éclat. Pendant ce temps, Yvon Nicolazic s'emploit à bâtir une nouvelle chapelle avec l’appui de quelques frères carmes. Il a également le bonheur de découvrir que son couple est devenu fécond. 
À la suite de deux enquêtes successives, l'évêque de Vannes, Sébastien de Rosmadec, autorise le culte et le 26 juillet 1625, une foule se réunit pour la première messe de célébration. Très vite les pèlerins viennent en grand nombre au lieu saint où les conversions, les guérisons et les grâces se multiplient. 
Au XVIIIe siècle, la chapelle, de toute façon trop petite, est saccagée pendant la Révolution et démolie pour permettre la construction d'un petit séminaire et d'une basilique. Le lieu a pris le nom de sanctuaire de Sainte-Anne-d'Auray. À ce jour, c'est le seul lieu d'apparition de sainte Anne dans le monde, cependant, Marie d'Agréda aurait également eu des visions en rapport à la vie de sainte Anne. 
Le sanctuaire de Sainte-Anne-d'Auray est un lieu de dévotion et de pèlerinage important. Le pardon qui s'y déroule chaque année est le plus important de Bretagne, troisième lieu de pèlerinage en France après Lourdes et Lisieux. 
En 1996, à l'initiative de l'évêque en place, François-Mathurin Gourvès, le pape Jean-Paul II vient prier sainte Anne dans son sanctuaire breton. Il est le premier pape à avoir foulé le sol de Bretagne.

### Un culte en évolution jusqu'auXIXesiècle
Son culte en Armorique ne remonte pas au-delà du XIIe siècle mais eut une diffusion importante, généralement expliquée par la rémanence de l'antique déesse celtique Ana. Elle est parfois surnommée « Mamm gozh ar Vretoned » (la « grand-mère des Bretons »).
Le renouveau du culte des saints en Bretagne est également favorisé par la Contre-Réforme.
Puis, le culte de sainte Anne est une réponse au dogme de l'Immaculée Conception en 1854, la mère de Marie bénéficiant en retour de cette attention.

### Sainte patronne de la Bretagne depuis 1914
En 1912, les évêques bretons, voulant accroître la piété envers sainte Anne, adressent une supplique au pape pour lui demander d'introduire l'invocation de la sainte dans la litanie des saints avant sainte Marie-Madeleine. Le pape Pie X accède à leur demande.
Deux ans plus tard le 26 juillet 1914, jour du pardon de Sainte-Anne-d'Auray, il la consacre officiellement « Patrona Provinciae Britanniae » c'est-à-dire qu'elle devient patronne de la province de Bretagne. Elle rejoint à ce titre saint Yves, qui est saint patron de la Bretagne depuis la fin du Moyen Âge.

## Hommages

### Pardon de Sainte-Anne-la-Palud

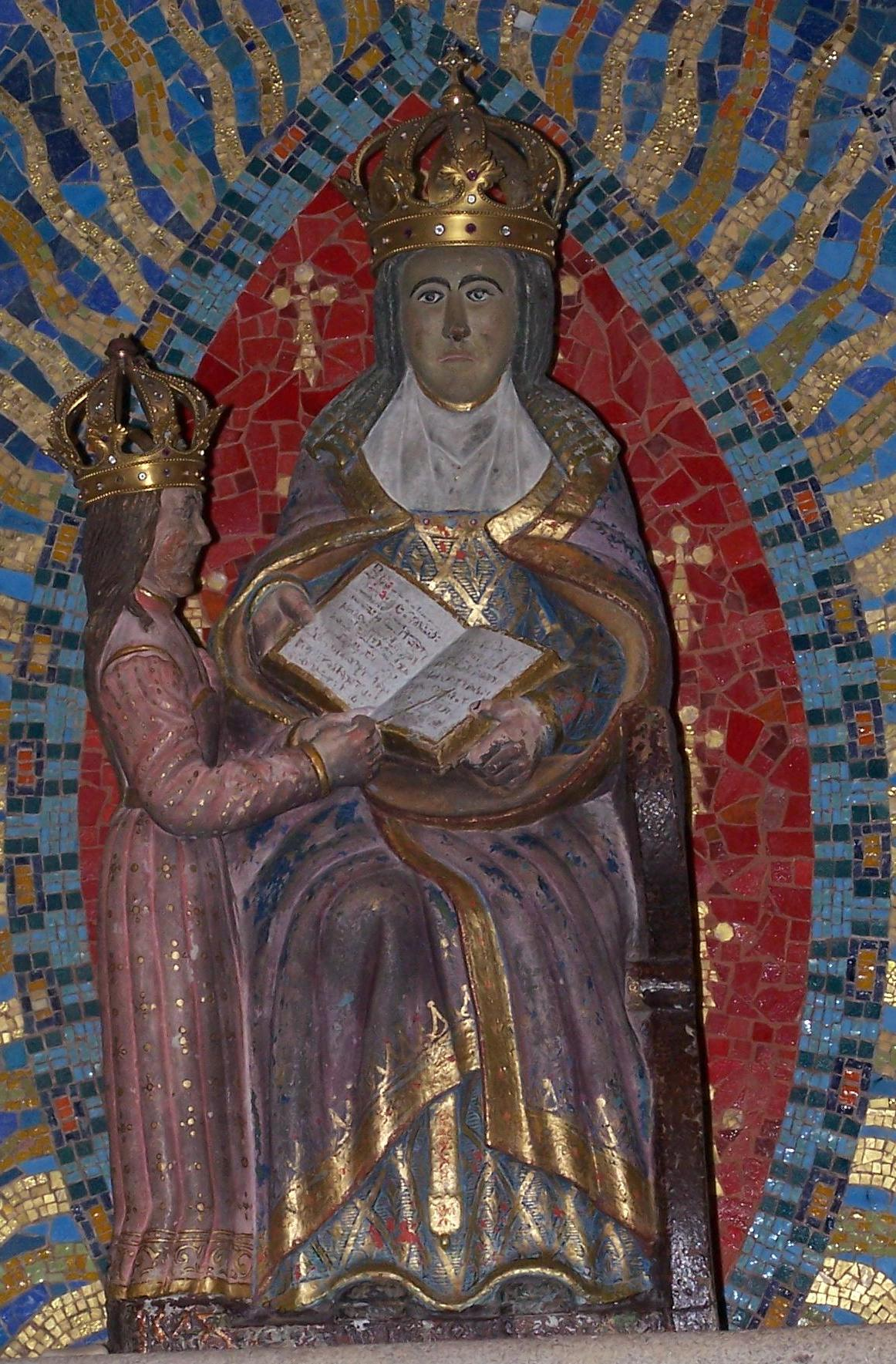
Statue de Sainte-Anne-la-Palud (1548).

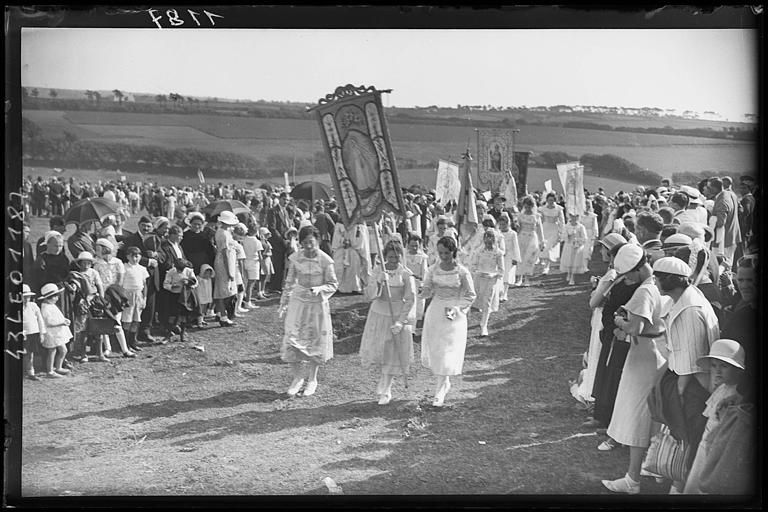
Le pardon de Sainte-Anne-la-Palud (v. 1930), photographie de Noël Le Boyer.

La présence légendaire de sainte Anne
Selon une tradition locale légendaire, sainte Anne est d'origine juive et vient en Bretagne à la suite de persécutions ou pour faire pénitence. Elle arrive à la Palue (Crozon) où elle reçoit la visite de son petit-fils Jésus. Sur le désir de son aïeule, il fait jaillir une fontaine auprès de laquelle on bâtit la chapelle, qui devient le refuge des infirmes et des misérables.
Sainte Anne, mère de Sainte Marie
L'hagiographie l'identifie à la mère de la Vierge Marie. Voici ce qu'en dit Gustave Geffroy en 1903 :

« Mariée à un seigneur méchant et jaloux qui détestait les enfants et ne voulait pas en avoir, Anne fut maltraitée et chassée une nuit par son époux, au moment où celui-ci s'aperçut de sa maternité prochaine. La pauvre femme abandonna le château de Moëllien et se dirigea vers la mer où elle aperçut une lueur. C'était une barque que dirigeait un ange. Elle y monta, navigua longtemps, bien longtemps, et finalement débarqua en Judée où elle mit au monde la Vierge Marie. Elle revint en Armorique de la même façon, y fut accueillie avec des transports de joie, car on lui croyait le pouvoir d'apaiser les éléments et de guérir les maladies. Des années et des années après son retour, elle reçut la visite de son petit-fils, Jésus, venu pour solliciter sa bénédiction avant de commencer à prêcher l'Évangile. Jésus, sur le désir de son aïeule, fit jaillir une fontaine auprès de laquelle on bâtit la chapelle, qui devait être le refuge des infirmes et des misérables. Quand Anne mourut, on chercha partout, mais vainement, sa dépouille ; on ne la retrouva que bien des années plus tard baignant dans les flots, encroûtée de coquillages. »

Un lieu de pèlerinage
D'après une autre tradition légendaire, le pèlerinage de Sainte-Anne-la-Palud aurait été établi au début du VIe siècle par saint Corentin et saint Guénolé. Le terrain aurait été donné à sainte Anne par le roi Gradlon après la submersion de la Ville d'Is. Plusieurs légendes attestent que la chapelle remonte au temps de saint Guénolé. Le pèlerinage de Sainte-Anne a pris son essor dans seconde moitié du XVIIIe siècle.
Le pardon de Sainte-Anne La Palud a lieu chaque année, le dernier week-end d'août.

### Pardon de Sainte-Anne-d'Auray
L'apparition à Yvon Nicolazic

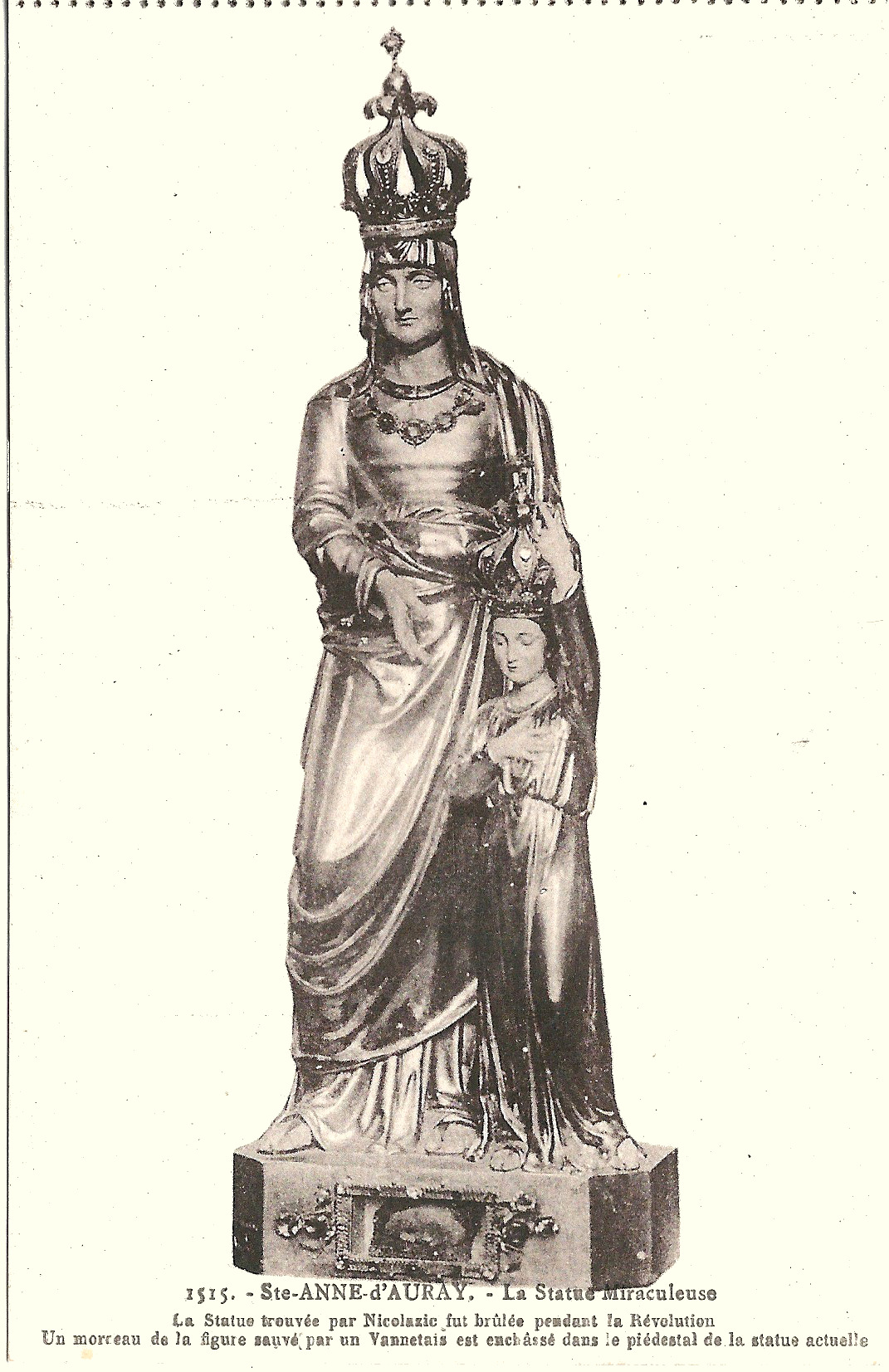
Statue de Sainte-Anne-d'Auray, CPA vers 1930.

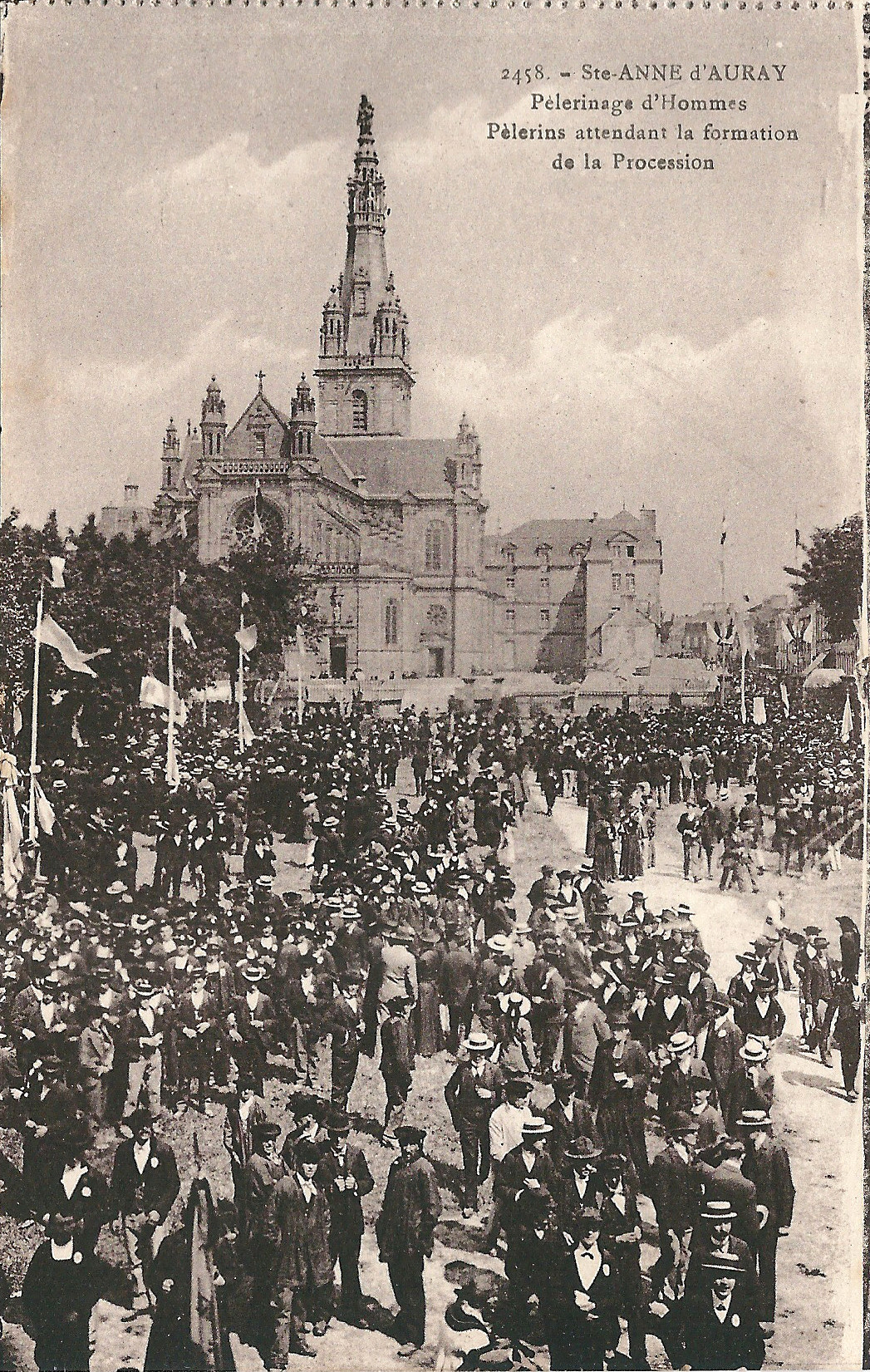
Pèlerinage de Sainte-Anne-d'Auray.

Une autre légende est à l'origine d'un autre lieu célèbre de pèlerinage en Bretagne: Sainte-Anne-d'Auray. Elle se serait manifestée à un paysan, Yves Nicolazic, en 1623.
La légende raconte que, dans la nuit du 7 mars 1625, Yves Nicolazic, son beau-frère et 4 voisins, parmi lesquels certains rapportent avoir vu un flambeau les guider, déterrent une statue en bois d'olivier fort mutilée. Il est possible que cette statue était celle de la déesse romaine Bona Dea allaitant deux enfants, par la suite discrètement resculptée par les moines capucins d'Auray pour en faire l'image de sainte Anne trinitaire tenant sur ses genoux la Vierge et l'Enfant Jésus. Dans ce cas, Nicolazic aurait été le jouet d'une supercherie de ces capucins qui retaillèrent la statue, la repeignirent et la revêtirent pour en faire celle de sainte Anne alors qu'elle avait une origine païenne. Cela étant, ce n'est qu'une éventualité, puisque la statue a disparu durant la Révolution.
Ker-Anna est l'expression même de ce syncrétisme breton entre le vieux fond païen de la déesse Anna (le culte des sources, des forêts et des sommets où sont édifiés la plupart des chapelles chrétiennes est généralement associé à cette divinité pré-chrétienne) et le culte des saints chrétiens, en l'occurrence sainte Anne.
Premier pardon le 26 juillet 1625
Malgré cette origine douteuse, l'évêque de Vannes Sébastien de Rosmadec, après enquête des moines et interrogatoires de Yves Nicolazic, autorise le culte de la sainte (premier pardon le 26 juillet 1625) et la construction de la chapelle qui reçoit le 4 juillet 1628 sa bénédiction solennelle par l'official de Vannes.
Un lieu de pèlerinage important
En 1865, la chapelle devient trop petite pour accueillir les fidèles du fait de l'arrivée du chemin de fer dans les années 1860, qui favorise les pèlerinages. Elle est donc détruite pour édifier à la place la basilique Sainte-Anne d'Auray.
Sainte-Anne-d'Auray est devenu le troisième au rang des pèlerinages français après Lourdes et Lisieux, la prééminence du hameau de Sainte-Anne- d'Auray sur les autres centres de pèlerinages bretons s'expliquant par le fait qu'il s'y déroule un pardon uniquement religieux, sans aucune partie foraine qui se développe dans les autres centres, à mesure que les croyances se font moins fermes.
Le pardon de Sainte-Anne d'Auray se déroule tous les ans, à la date du 26 juillet.

### Cantiques
Plusieurs cantiques célèbrent sainte Anne en breton : O Rouanez Karet an Arvor, D’hor Mamm Santez Anna... L'ancien recteur du sanctuaire de Sainte-Anne-d'Auray (1997-2018), le père André Guillevic, a également écrit Sainte Anne, ô mère de Marie.

### Iconographie
Le culte de sainte Anne a été une source d'inspiration importante pour les artistes. Plusieurs exemples servent à illustrer cela, ci-dessous. La représentation montre souvent Anne avec un livre à la main, comme c'est le cas de la statue dans l'église de Saint-Thélo ainsi que celle de l'église de Missiriac, elle est alors revêtue d'une tenue ecclésiastique. C'est aussi le cas de la statue du retable de la chapelle de Mangolérian ainsi que celle de l'église Saint-Armel.

Sainte Anne, un livre à la main
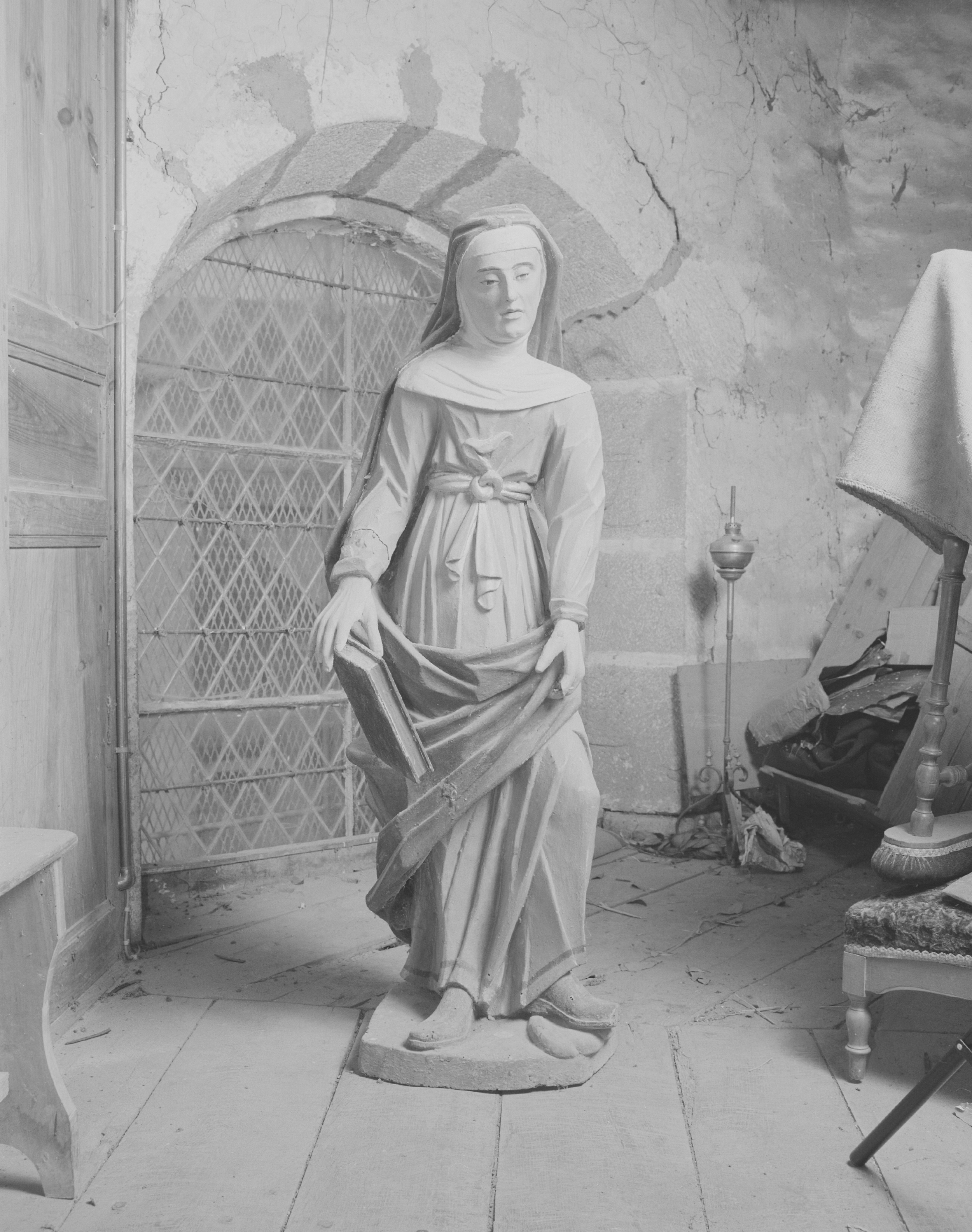
Statue de sainte Anne dans l'église de Saint-Thélo, Côtes-d'Armor.
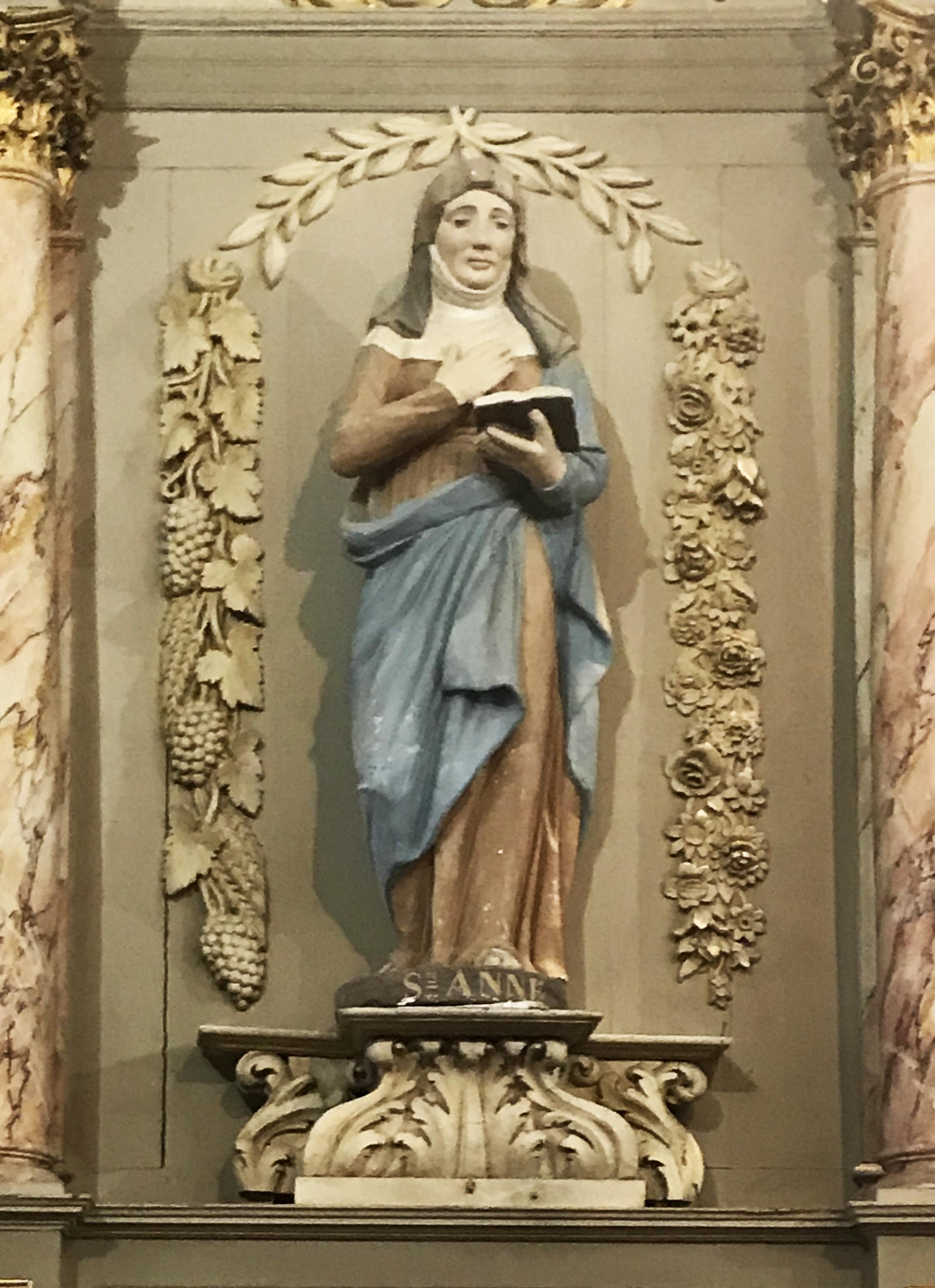
Statue de sainte Anne dans l'église de Missiriac, Morbihan.
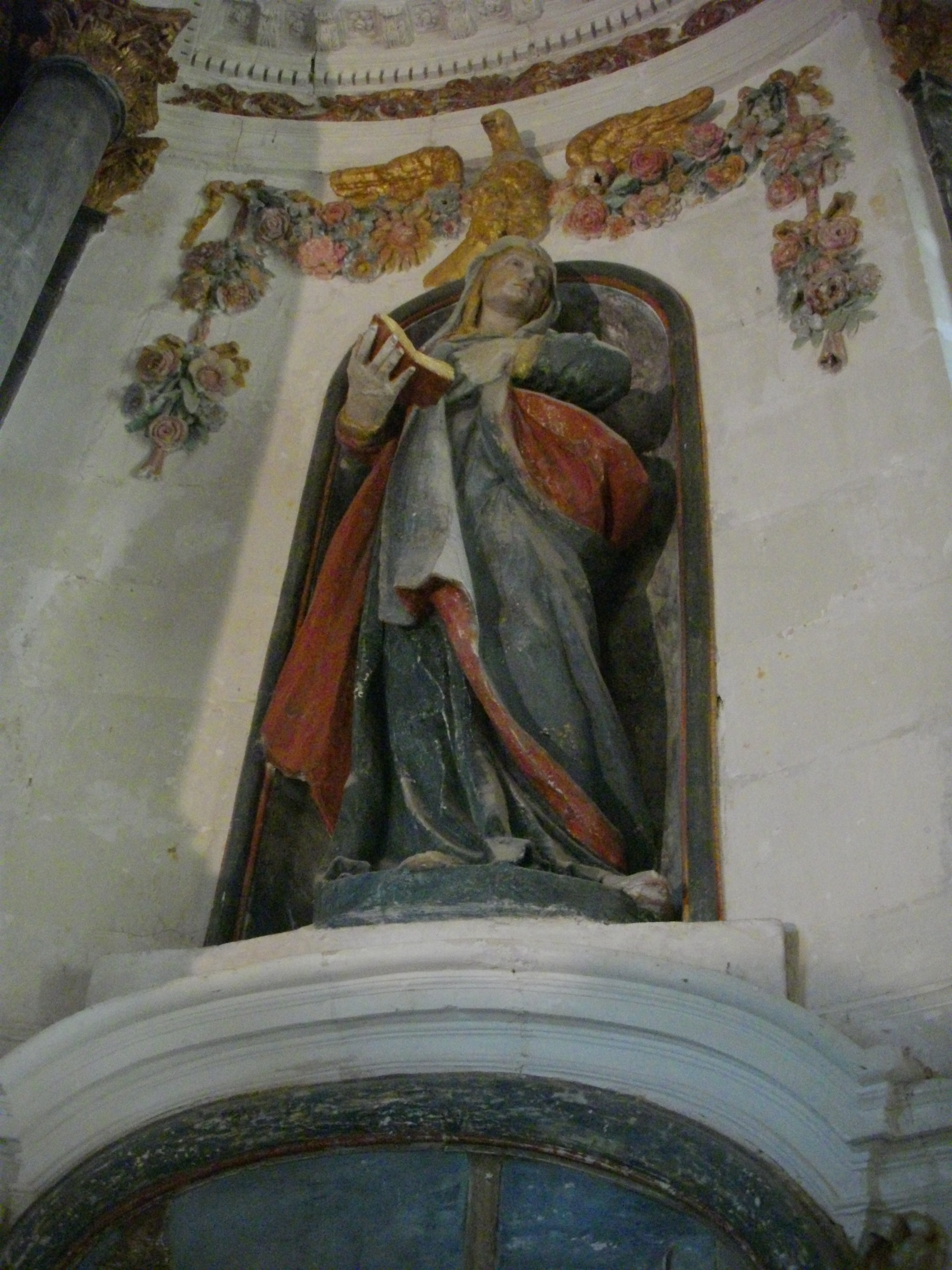
Retable de la chapelle de Mangolérian, à Monterblanc, Morbihan.
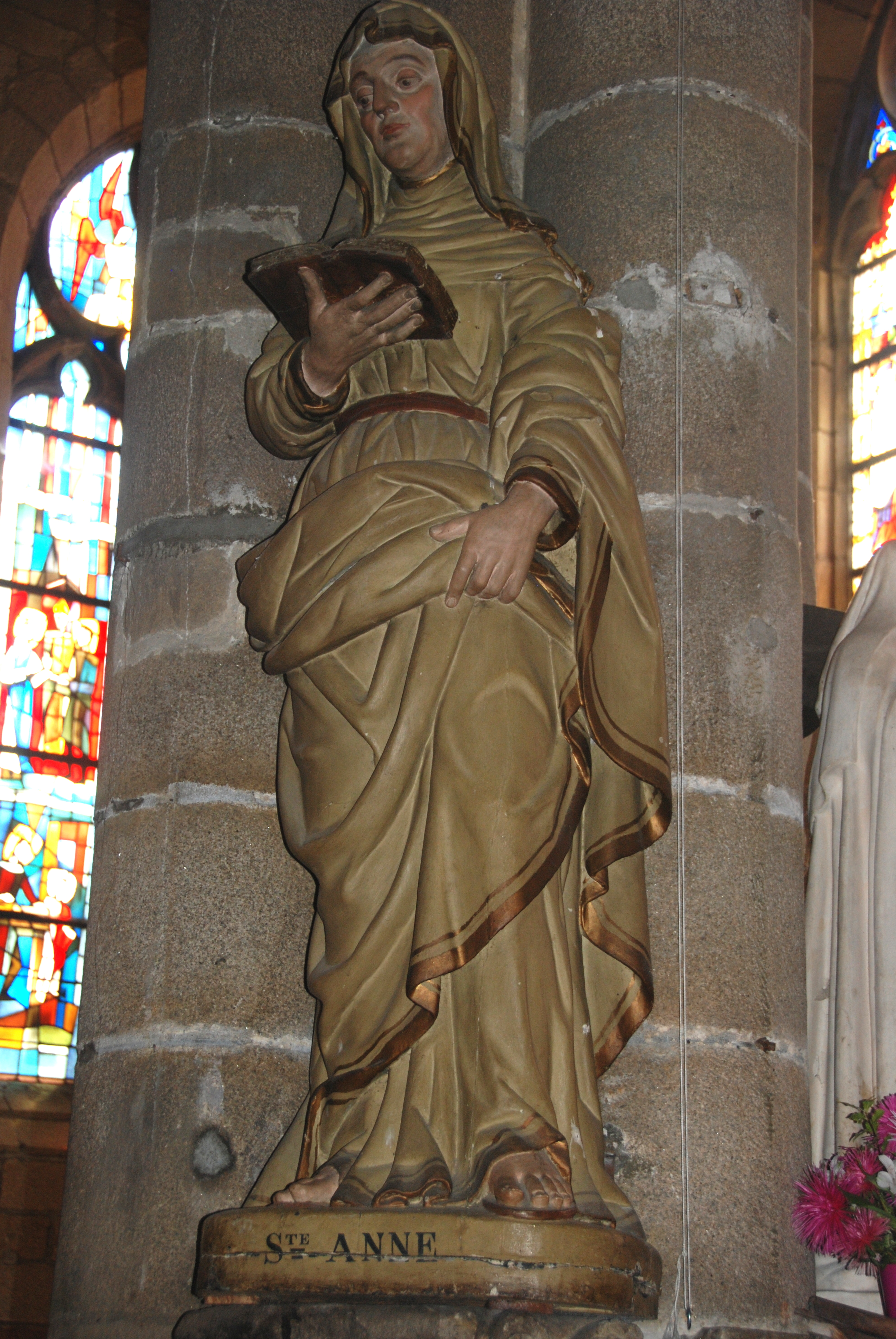
Statue en bois de sainte Anne (XVIIIe siècle), église Saint-Armel à Ploërmel, Morbihan.
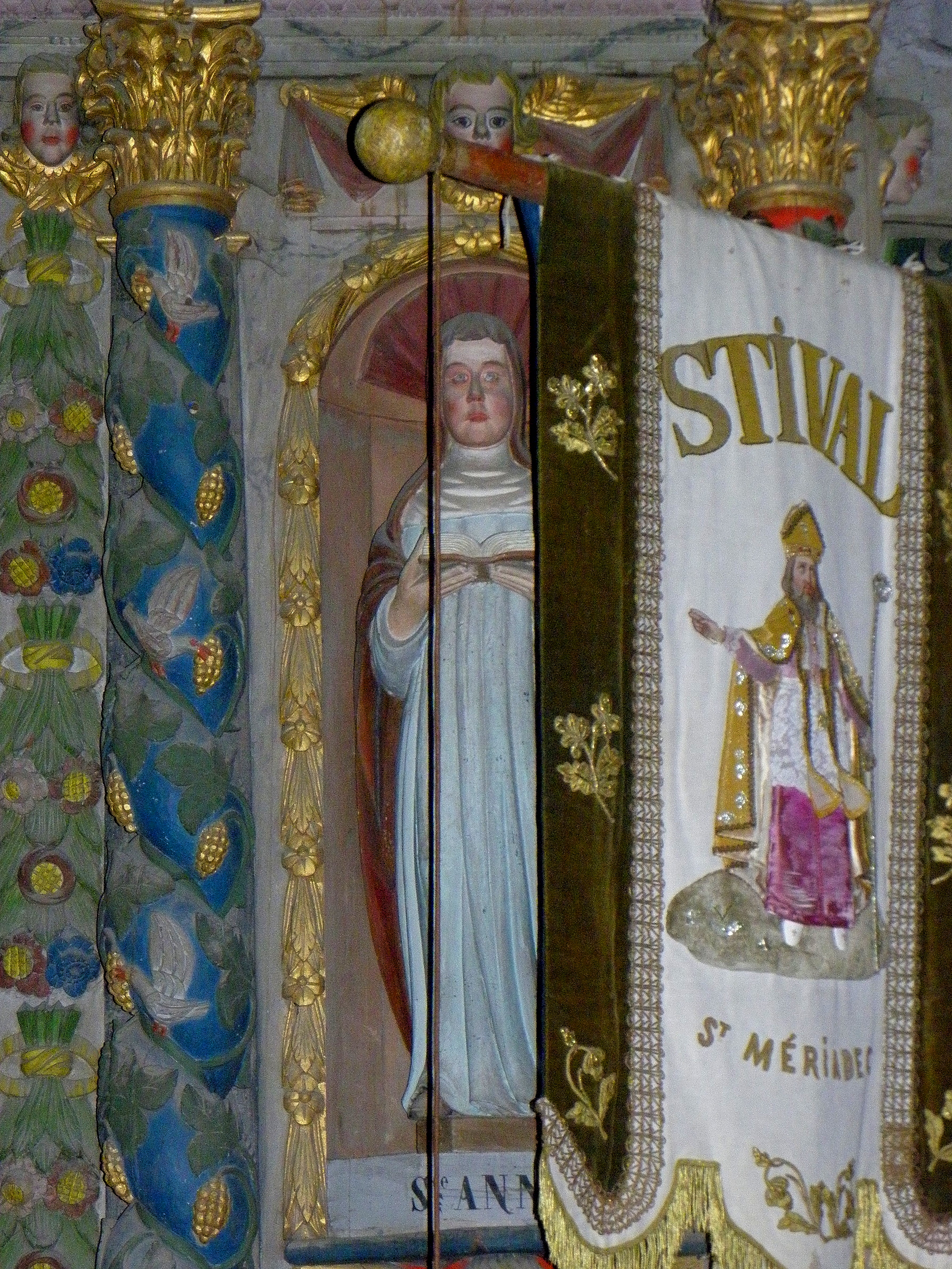
Retable du Rosaire de l'église Saint-Mériadec de Stival, commune de Pontivy, Morbihan.

Dans d'autres représentations, on peut voir Anne avec sa fille Marie. Elle peut alors être représentée en orante, ou bien en enseignante : instruisant sa fille. Dans ce cas, assez souvent, la couleur de la robe de Marie est le bleu. C'est le cas dans la statue qui se trouve dans l'église de Saint-Thégonnec, mais également en peinture ou encore dans les vitraux. Voire, certaines sculptures monochromes comme c'est le cas dans l'église abbatiale de Redon. Elle peut également être représentée couronnée, comme on peut le voir dans l'église de Trédion.

Anne, et sa fille Marie
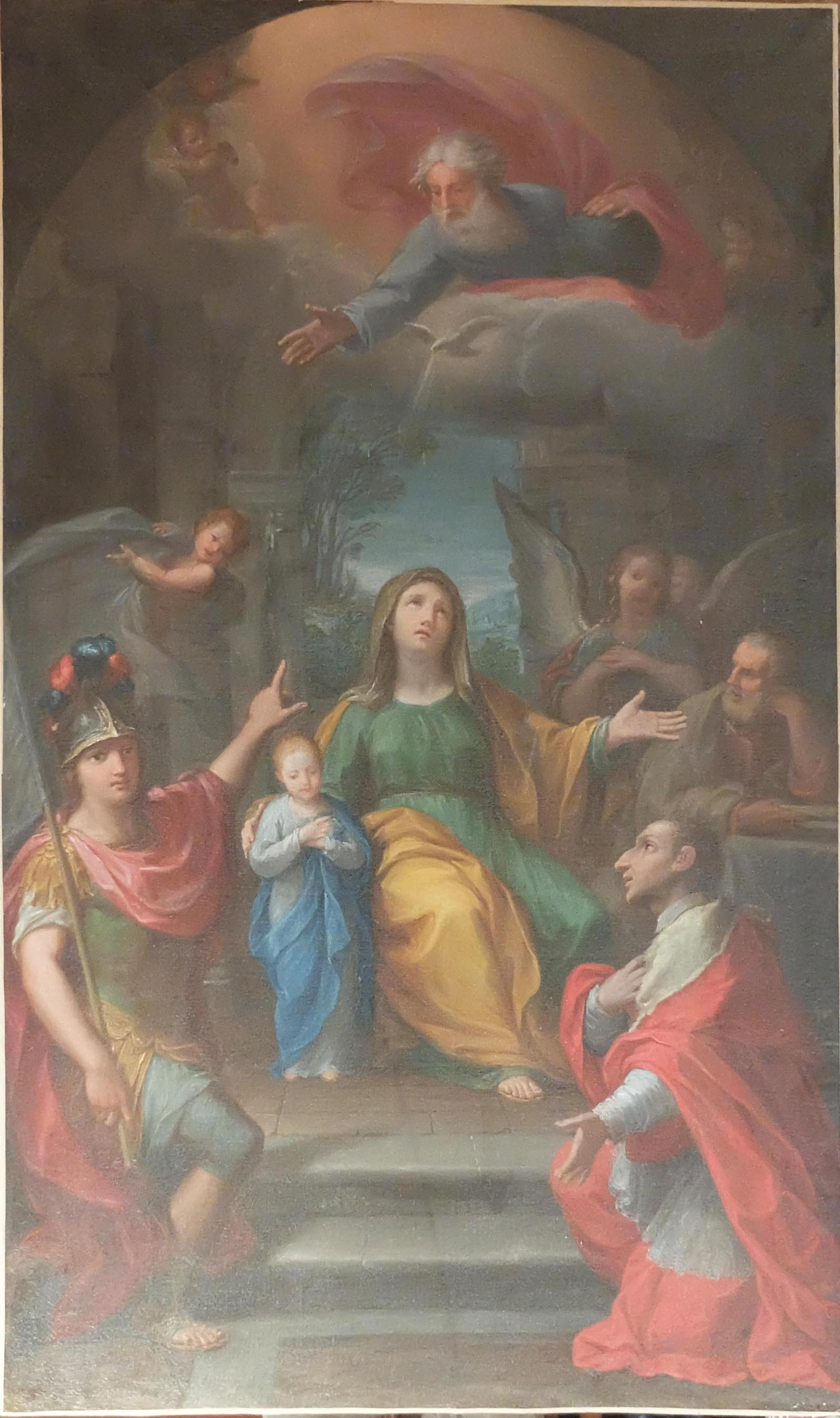
Tableau du XVIIe siècle anonyme représentant sainte Anne et sainte Marie.
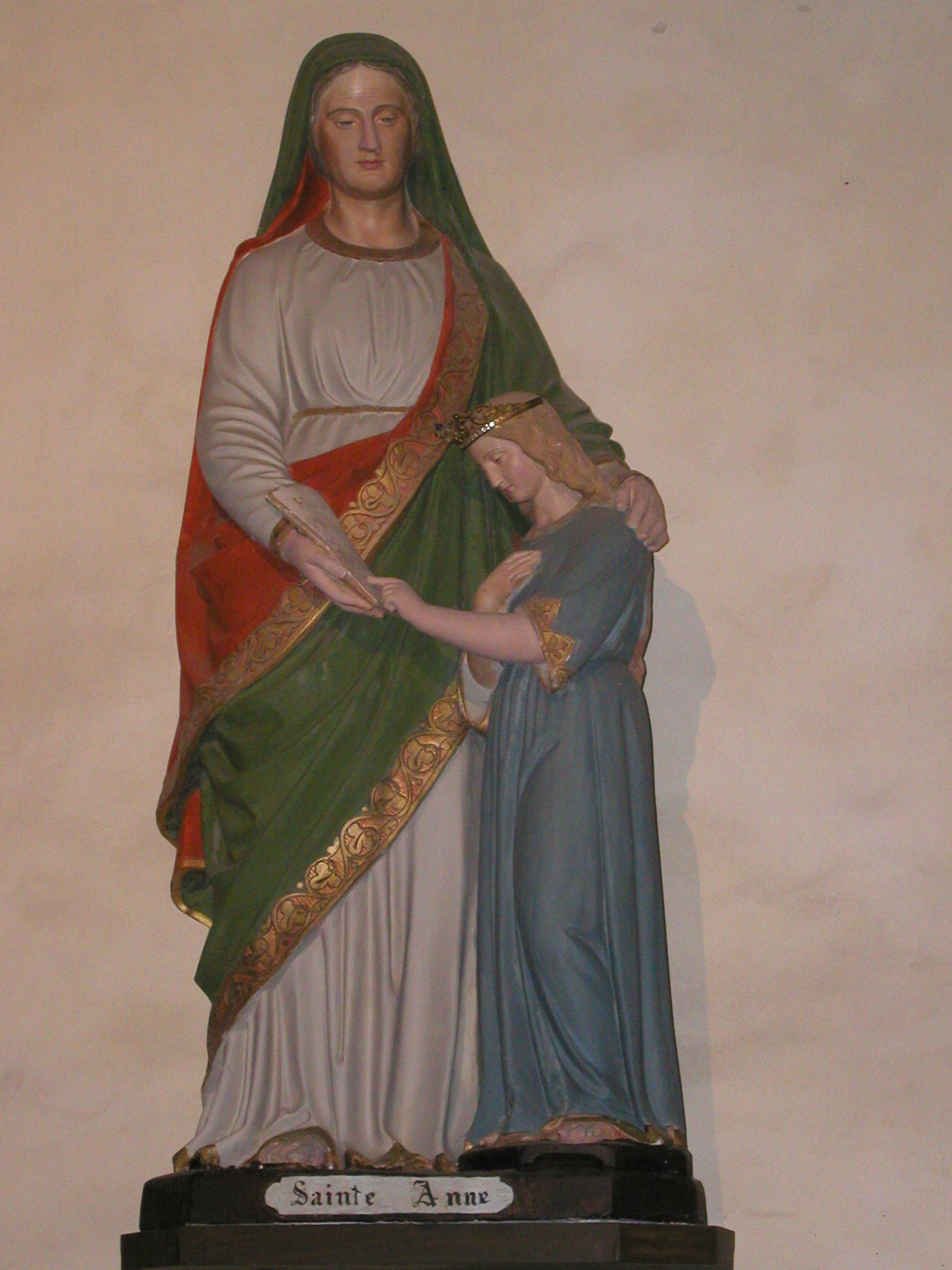
Statue de sainte Anne et sainte Marie dans l'église paroissiale de Saint-Thégonnec, Finistère.
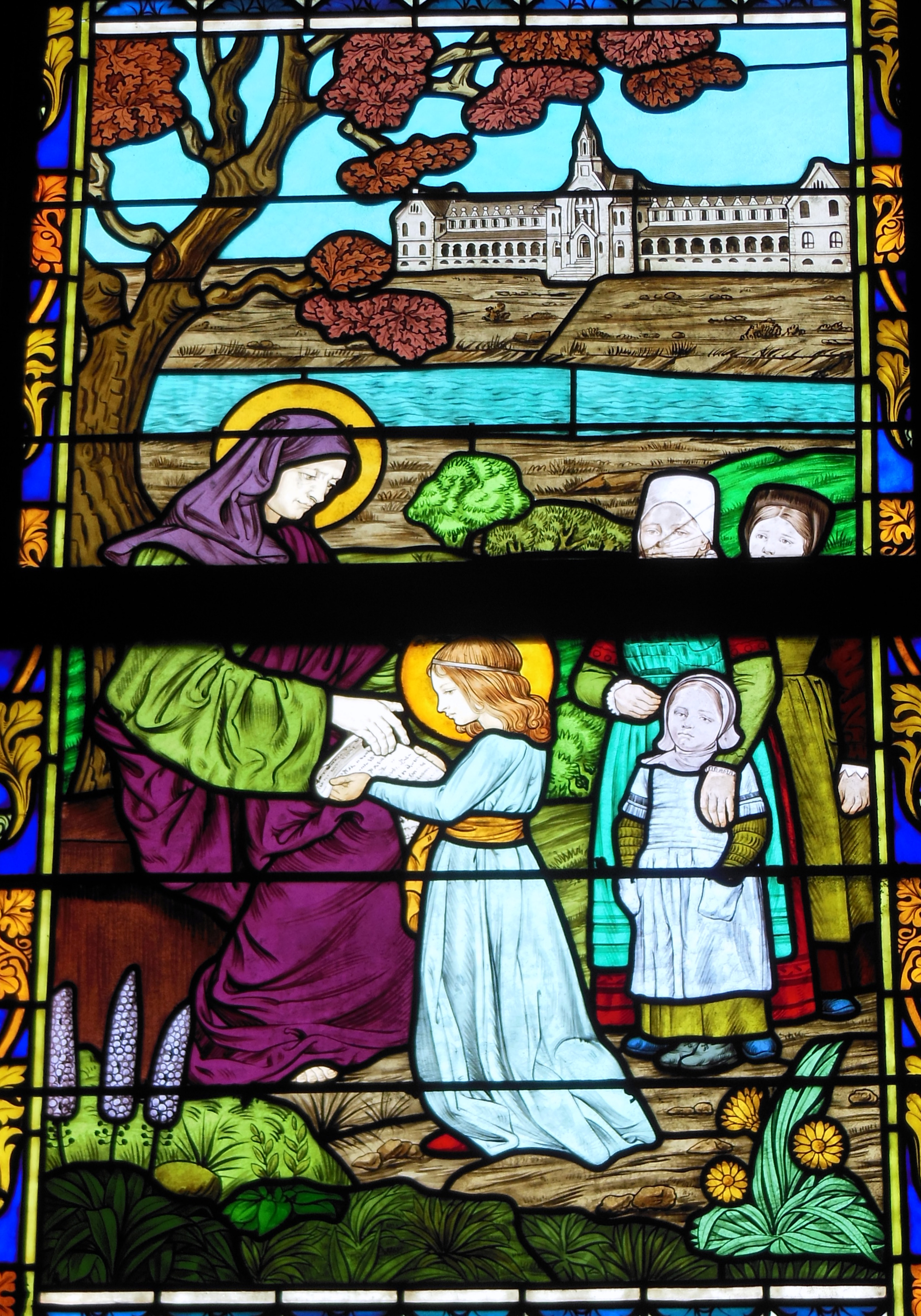
Sainte Anne instruisant Marie, chapelle de Pen-Bron, Loire-Atlantique.
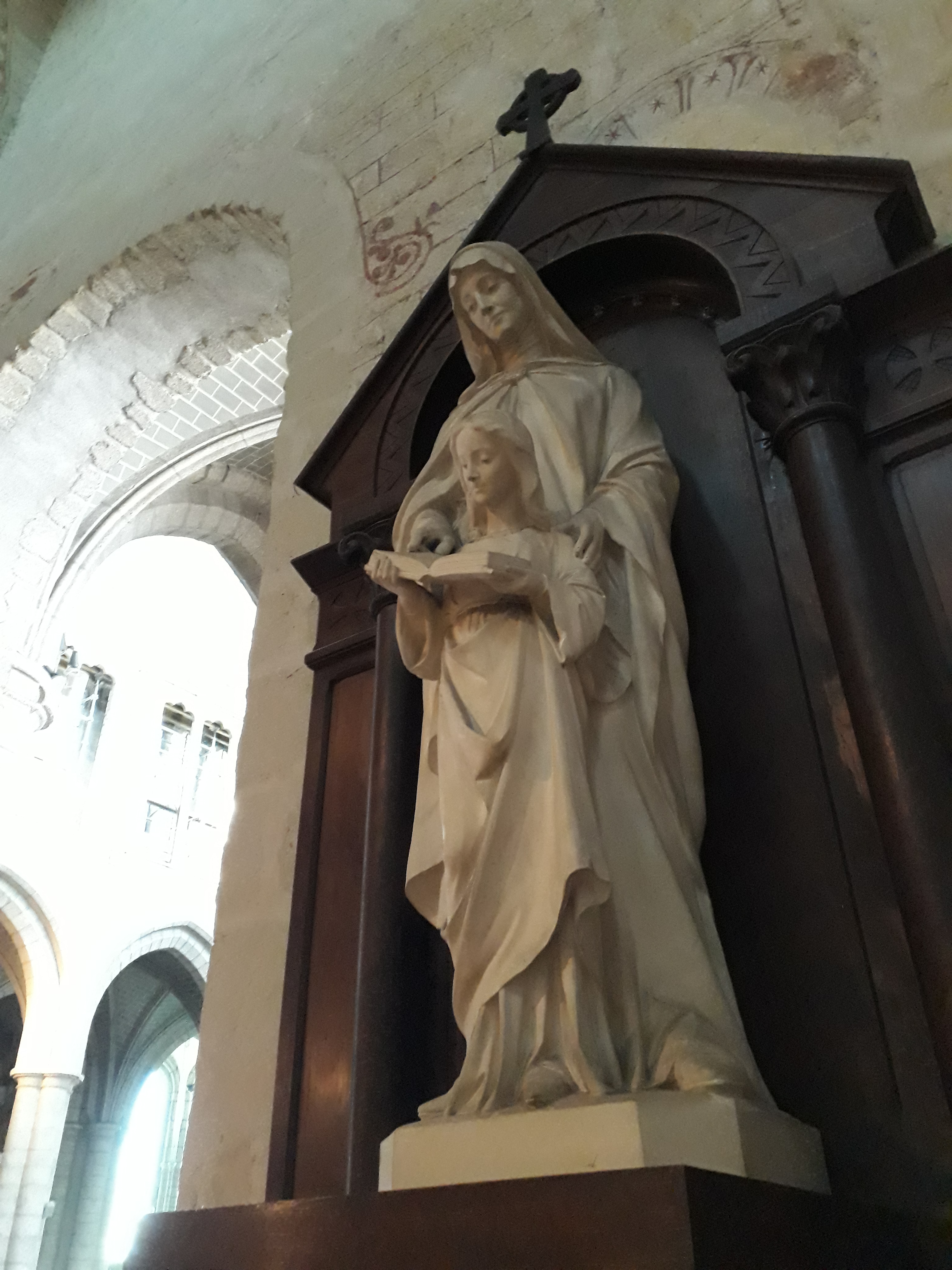
Statue de sainte Anne et Marie, abbatiale Saint-Sauveur, Redon, Ille-et-Vilaine.
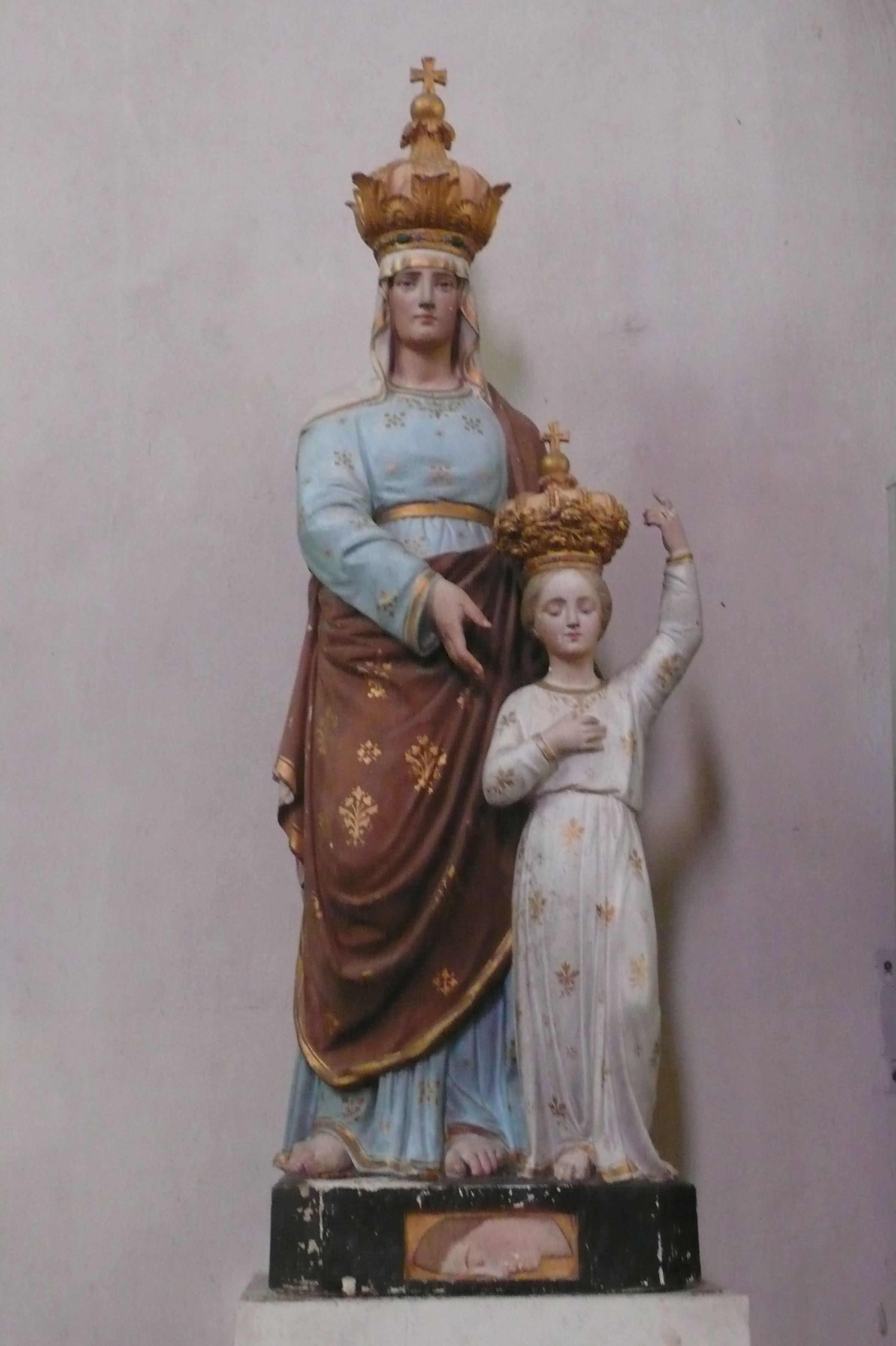
Statue de sainte Anne et Marie couronnées, église paroissiale de Trédion, Morbihan.

Dans d'autres représentations, Anne est représentée dans le thème artistique intitulé Sainte Anne trinitaire, c'est-à-dire qu'elle est représentée avec Marie, mère de Jésus qui tient son enfant dans les bras, comme c'est le cas à la basilique Notre-Dame de Quelven.

Sainte Anne Trinitaire
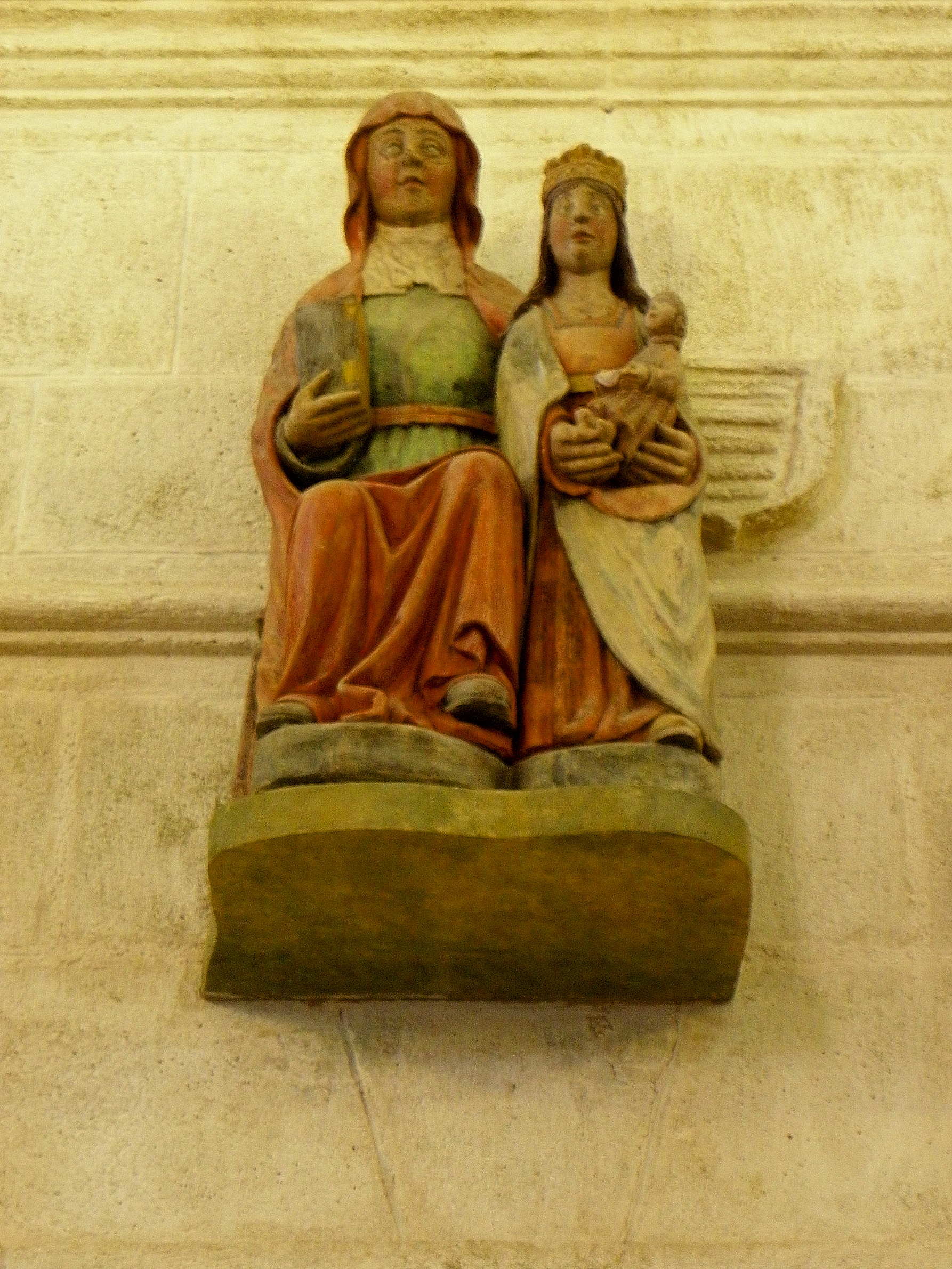
Statue trinitaire de sainte Anne, la Vierge et l'Enfant Jésus (XVIe siècle), basilique Notre-Dame-de-Quelven Morbihan.
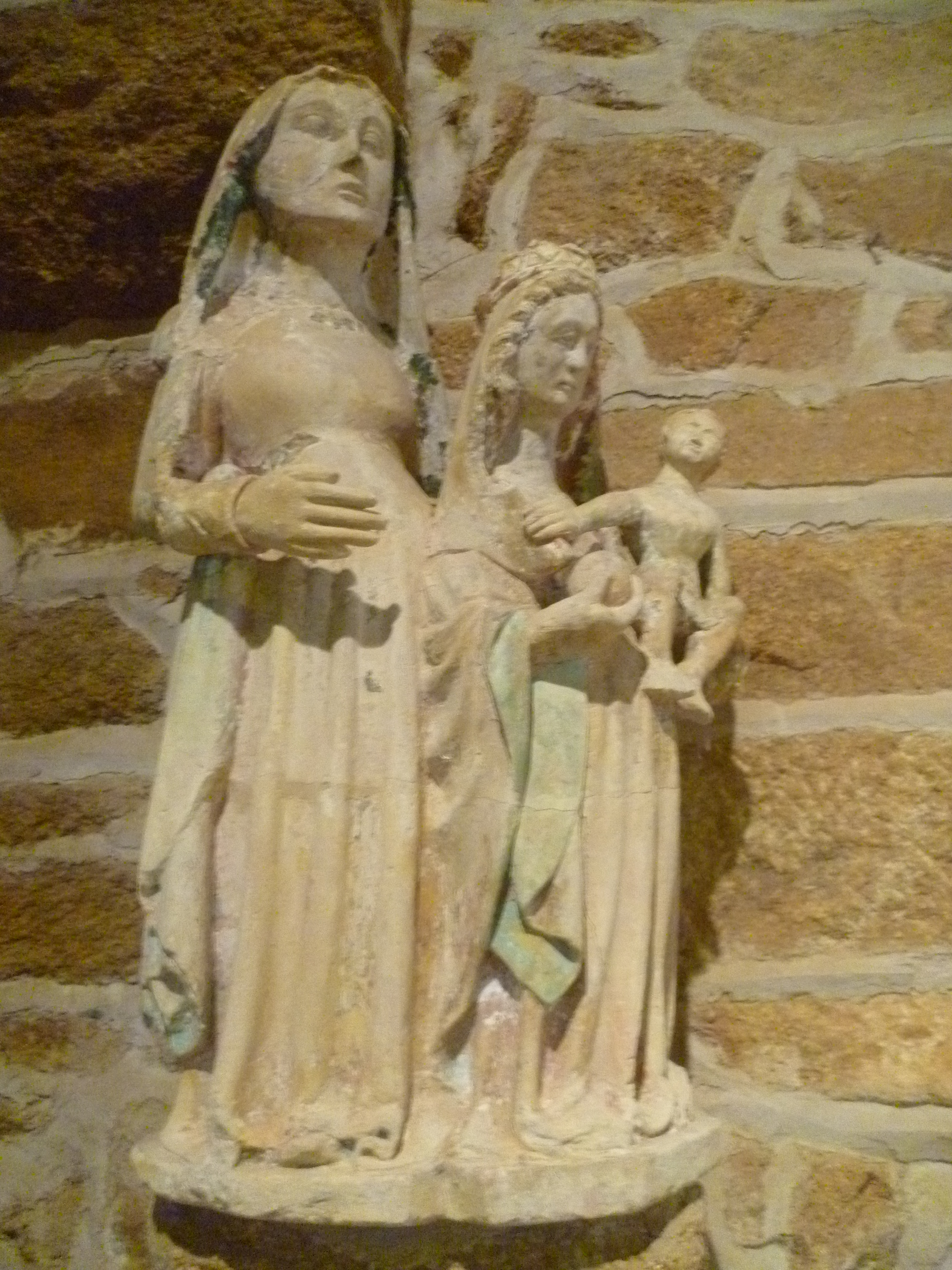
Groupe trinitaire à Penvénan, Côtes d'Armor.
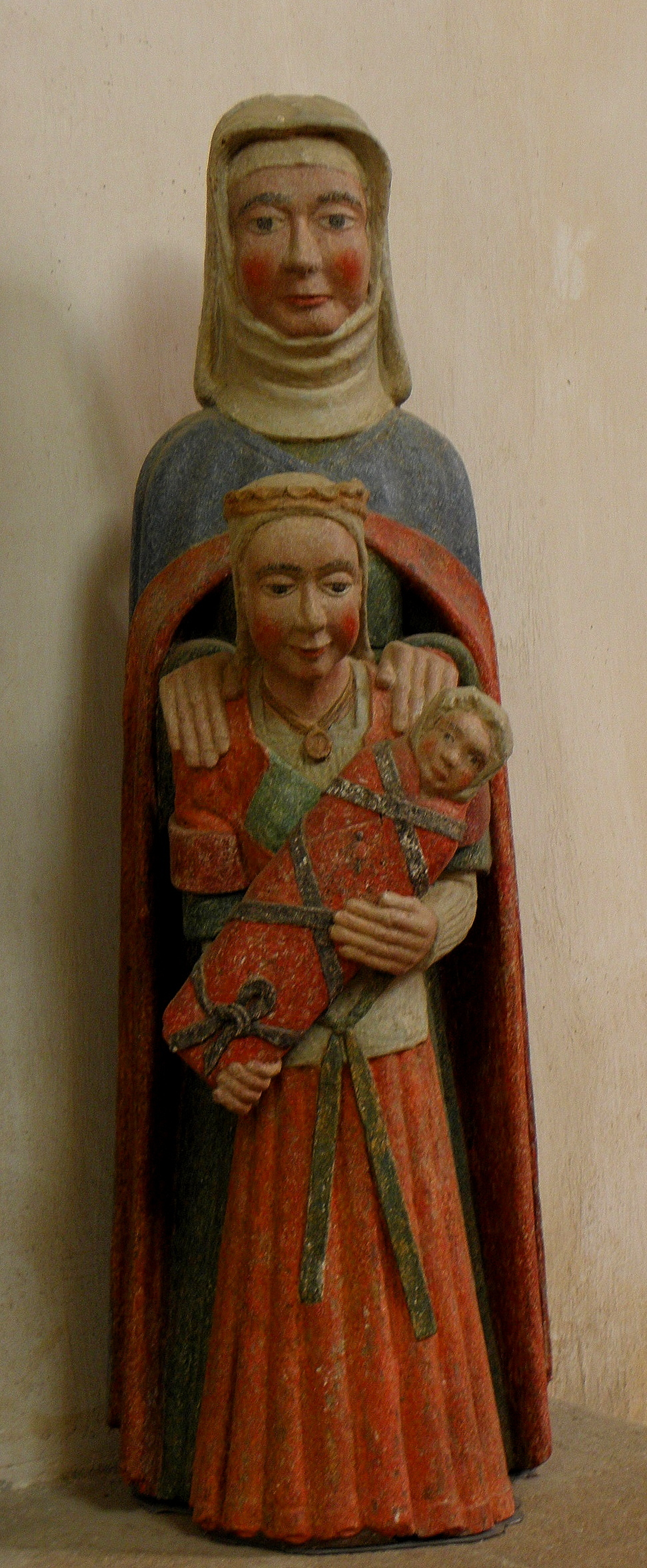
Chapelle Saint-Jacques de Tréméven, Côtes d'Armor.
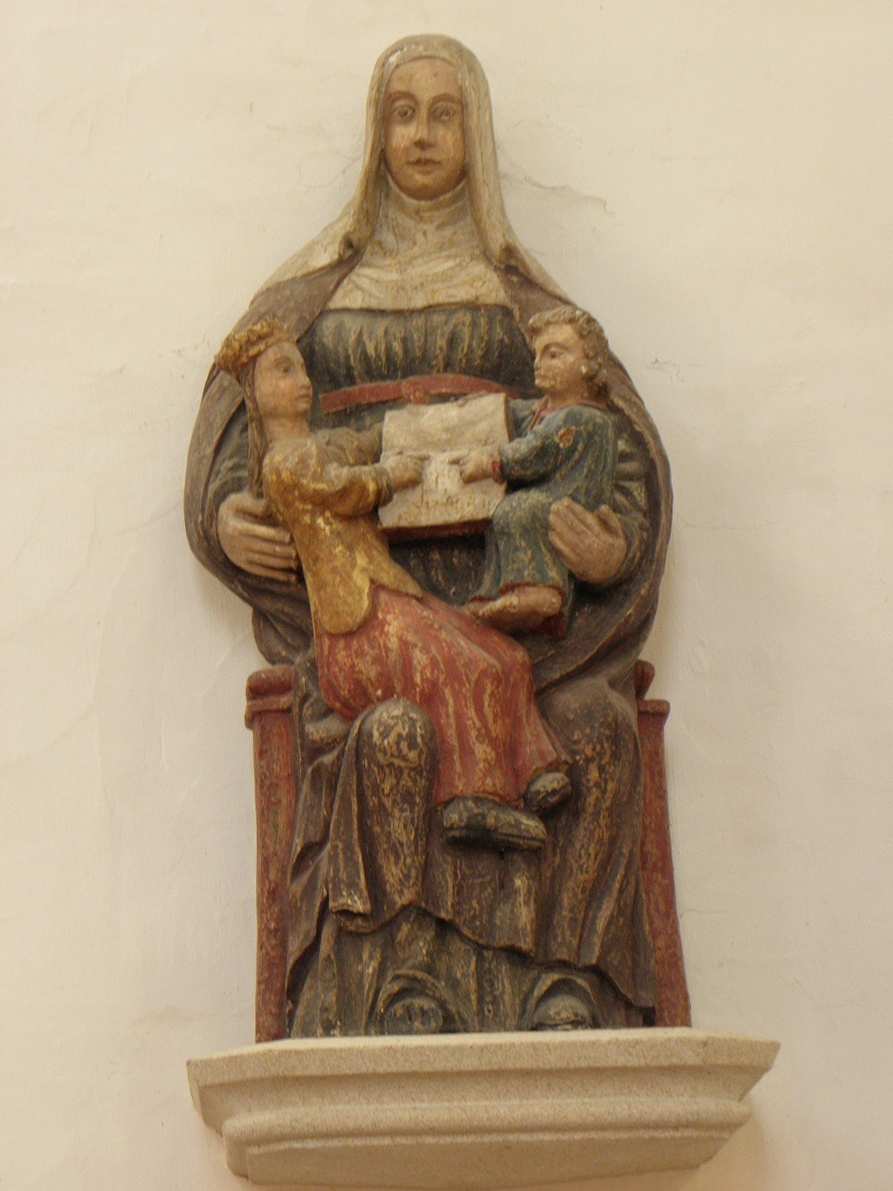
Châteauneuf-du-Faou, Finistère.
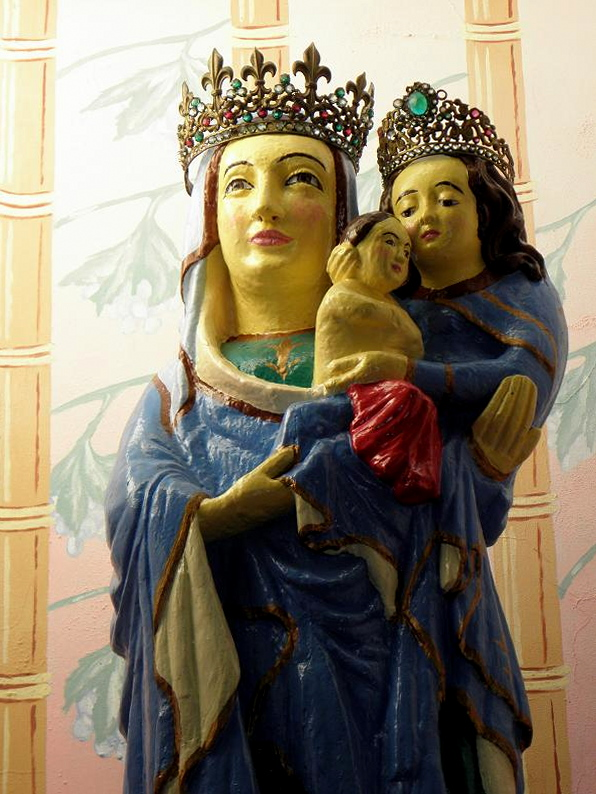
La Selle-Guerchaise, Ille-et-Vilaine.